# Heuristique (sport)
Pour les articles homonymes, voir Heuristique (homonymie).
L'heuristique est une règle pragmatique ayant un degré de généralisation.
En sport, elle esquive une activité de réflexion trop coûteuse notamment dans la gestion de la motricité sportive et de l'organisation du jeu. Par exemple en sport d’opposition, on trouve la règle dite «attendre et observer» qui permet une économie de la prise de décision. Cette dernière peut s’appliquer en situation offensive comme en situation contre-offensive. 
Une illustration en sports de raquette (tennis, badminton, etc.) ou sports de combat de percussion (escrime, boxe, etc.) où il est question d’atteindre des cibles : dans un premier temps, [A] tend un piège à son adversaire (se laisse attaquer sur une cible) afin de pouvoir riposter brusquement dans un second temps. Ici, l'économie de la réflexion (de construction du jeu) est réalisée car l'initiative est laissée à l'adversaire dont on va exploiter le comportement.

## Illustration enboxe
1.  ⇒  2. 
1. (A) attire des attaques directes à la face…

2. …puis riposte brusquement en jab